# اشلی بوچر
اشلی بوچر (انگلیسی: Ashley Boettcher؛ زادهٔ ۳ سپتامبر ۲۰۰۰) یک هنرپیشه اهل ایالات متحده آمریکا است.
از فیلم‌ها یا برنامه‌های تلویزیونی که وی در آن نقش داشته است می‌توان به بورلی هیلز چی‌واوا ۳: زنده‌باد جشن، جودی مودی اشاره کرد.